# Emirat de Shonga
L'emirat de Shonga (a vegades apareix com a Shonya) fou un estat històric i avui dia un emirat tradicional de Nigèria, amb una superfície de 230 milles quadrades a la zona d'inundació del riu Níger amb el riu Oye formant el límit est i el riu Oshin creuant el nord-oest. La maresma de Keratin, que queda inundada quan s'asseca el desbordament del riu, és la principal llacuna i es troba al costat de la capital, Shonga. El principal centre comercial és Ogudu. La població és nupe amb alguns fulanis.
El primer emir fou Mallam Maliki, un fulani company de Mallam Danyo que va ser el primer emir de Lafiagi. El seu segon fill Aliu el va succeir com a tercer emir però fou expulsat del poder per Masada de Lade el 1854 i es va retirar a Shonga d'on va ser nomenat emir pel sarkin Gando (emir de Gwandu) el 1858. Va rebre només una trompeta símbol d'autoritat (mentre Lafiagi en té tres) però l'emir de Shonga es considera preeminent. El 1898 va pujar al poder Aliru, que va acceptar el protectorat britànic. La successió s'alterna tradicionalment entre els descendents d'Aliu i els del seu germà Mama.

## Emirs
- 1859 - .... Aliyu
- .... - 1898 Muhammadu I
- 1898 - .... Haliru
- .... - .... Abu Bakar
- .... - 1923 Muhammadu II
- 1923 - 1973 al-Hassan
- 1973 - 1991 Sulaiman
- 1991 - Haliru Ndanusa Yahaya